# بيلي جانيس
بيل جانيس (بالإنجليزية: Belle Sorenson Gunness) ، ولدت في برينهيلد بولسداتر ستورست (11 نوفمبر 1859  - ربما 28 أبريل 1908) ، كانت قاتلة متسلسلة أمريكية نرويجية نفذت جرائمها في إلينوي وإنديانا بين عامي 1884 و 1908.  يُعتقد أن جانيس قتلت ما لا يقل عن أربعة عشر شخصًا ، معظمهم من الرجال الذين أغوتهم لزيارة ممتلكاتها الريفية في إنديانا على وعد بالزواج ، بينما تتكهن بعض المصادر بتورطها في ما يصل إلى أربعين جريمة قتل. يبدو أن جانيس ماتت في حريق عام 1908 ، لكن يُعتقد أنها زيفت موتها. ومصيرها الحقيقي غير مؤكد.

## سيرة شخصية
ولدت جانيس في سيلبو ، النرويج في 11 نوفمبر 1859 ، وانتقلت إلى الولايات المتحدة في عام 1881. ظهرت أنشطتها الإجرامية في أبريل 1908 ، عندما احترقت مزرعتها في لابورت بولاية إنديانا وفي الأنقاض ، عثرت السلطات على جثث امرأة بالغة مقطوعة الرأس ، تم تحديدها في البداية باسم بيل جونيس ، وأطفالها الثلاثة.  كشفت التحقيقات الإضافية عن رفات جزئية لما لا يقل عن 11 شخصًا إضافيًا في ممتلكات جانيس. 